# 秩父路號列車
秩父路（日语： Chichibuji */?）號列車是由秩父鐵道營運，行走於秩父本線熊谷站至影森站之間的急行列車。

## 運行概況
「秩父路」是秩父鐵道唯一的快捷列車班次。主要在早上和黃昏行走。此列車的商務急行特性較強，同時也負責了運送秩父的觀光客。車輛原則上使用橫置座位的6000系。
所有車廂都是自由席。急行費用為成人210日圓，小童110日圓（截至2019年10月），就算企位也需要急行券。但是若乘客只於野上站至長瀞站之間，秩父站至御花畑站至影森站之間乘車，則不需要急行費用。另外在2022年3月12日起，為了紀念秩父鐵道引入PASMO，當日起，整個區間均不需要支付急行費用。這個安排在2023年3月31日終止，同年4月1日起再次需要急行券。
部分班次在石原站、樋口站、和銅黑谷站和上長瀞站會追越前一班普通列車。
另外，在旅遊旺季或舉行指定活動時，「秩父路」這個愛稱會被改名，詳情如下：
- 1月1日 - 3日：「開運」號
- 1月中旬 - 2月中旬：「蠟梅」號
- 3月下旬 - 4月上旬：「櫻花」號
- 4月下旬 - 5月上旬：「芝櫻」號
- 7月20日：「秩父川瀨祭」號
- 11月「秩父荒川新蕎麥麵節」舉行當日：「蕎麥麵節」號
- 12月3日：「秩父夜祭」號

另外，「櫻花」號和「蕎麥麵節」號會臨時停靠武州中川站。另外，當乘客於車站櫃臺中購買「開運」號、「蠟梅」號或「芝櫻」號的急行券上會有特別圖案。

## 停車站
羽生站 - 行田市站 - 熊谷站 - 武川站 - 深谷花園站 - 寄居站 - 野上站 - 長瀞站 - 皆野站 - 秩父站 - 御花畑站 - 影森站（ - 三峰口站）
- 只有下行班次行駛之區間。

## 使用車輛
現時使用車輛
- 6000系3卡編成 - 前西武鐵道101系（新101系）。在2006年3月15日開始使用。
  - 在緊急情況時，會使用5000系、7000系、7500系等列車代行（參見遜色急行#私鐵的收費急行列車事例）。

過去使用車輛
- 3000系3卡編成 - 前JR東日本165系，在2006年11月25日結束行走。
- 300系2卡編成（或者增加連結中間車廂，以3卡編成） - 自家車輛，在1992年10月25日結束行走。

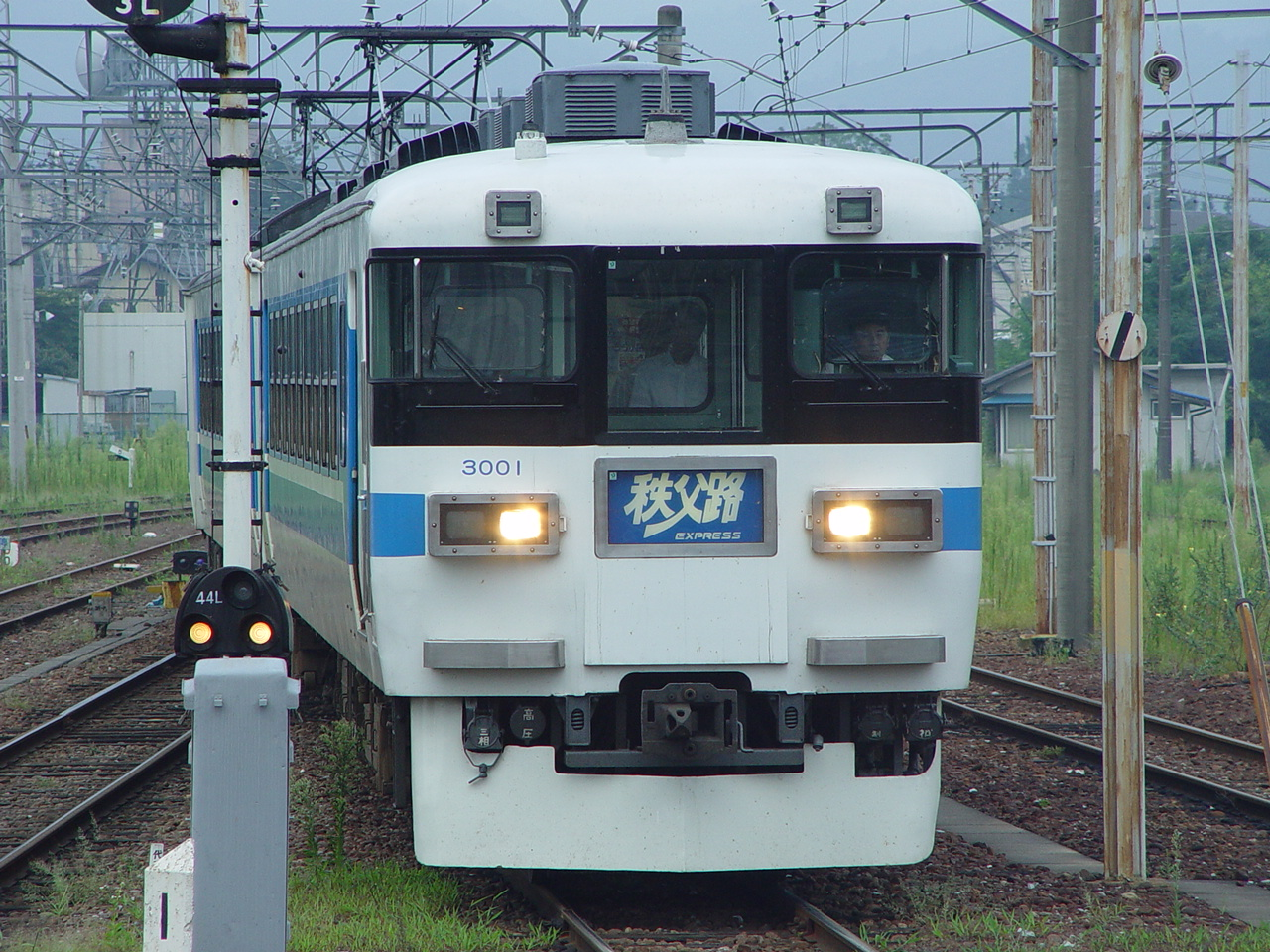
急行「秩父路」（3000系，2006年前使用）
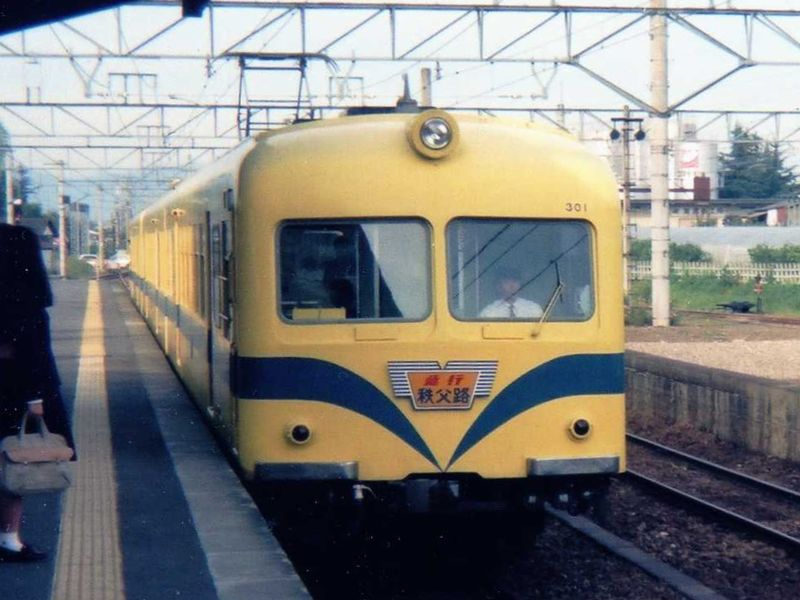
急行「秩父路」（300系，1992年前使用）

## 歷史
- 1969年（昭和44年）10月1日：開設行走於熊谷站至三峰口站之間的「秩父路」[1]
- 1985年（昭和60年）3月14日：升級為準急列車，加設上行班次從影森出發。影森至御花畑之間為普通列車。
- 1986年（昭和61年）11月1日：實施時間表修正，加停武川站。
- 1992年（平成4年）：隨著300系老化，改用3000系行走。
- 1998年（平成10年）3月26日：實施時間表修正，加停野上站。
- 2005年（平成17年）：「秩父路」開始駛入至羽生站。
- 2006年（平成18年）
  - 3月15日：開始使用6000系。
  - 11月25日：不再使用3000系。
- 2007年（平成19年）3月6日：「秩父路」開始一人控制。
- 2010年（平成22年）3月6日：實施時間表修正，所有班次均停靠影森站。除了平日黃昏1班列車外，其他列車於影森站到發。
- 2013年（平成25年）3月16日：實施時間表修正。減少1班平日行走於羽生至熊谷之間的班次。「秩父路」於平日不再行走影森至三峰口之間區間。
- 2018年（平成30年）10月1日：實施時間表修正。平日再沒有班次行走於羽生至熊谷之間。
- 2020年（令和2年）
  - 4月13日：受到新冠疫情影響，日本當局發布緊急事態宣言，使客量大幅減少。當日起，所有「秩父路」暫停服務[6]。
  - 6月1日：當日起，部分列車重開[7]。
- 2021年（令和3年）3月13日：實施時間表修正。「秩父路」班次被削減（平日6個往返班次→4個往返班次，星期六及假日5個往返班次→4個往返班次）。「秩父路」於星期六及假日不再行走羽生至熊谷之間和影森至三峰口之間（只限上行）。
- 2022年（令和4年）
  - 3月12日：為了紀念引入PASMO，當日起，整個區間不需要支付急行費用[3]。
  - 10月1日：實施時間表修正。平日由4個往返班次減至2個往返班次。星期六及假日由4個往返班次減至1個往返班次。使影森至三峰口之間再沒有「秩父路」[8]。「秩父路」加停深谷花園站。
- 2023年（令和5年）
  - 3月18日：星期六及假日再次設有下行班次行走全線，上行只行走於影森至羽生之間。平日繼續只行走於熊谷至影森之間[9]。

## 注腳

## 外部連結
- 秩父鐵道 （页面存档备份，存于）（日語）